# パージ:大統領令
『パージ:大統領令』（パージ:だいとうりょうれい、原題：The Purge: Election Year）は、2016年制作・公開のアメリカ合衆国のスリラー映画である。2013年から続く「パージ」シリーズの3作目である。公開年に米国内で行われた大統領選を題材としたことなどから、シリーズとしては最大のヒット作となった。

## ストーリー
経済が崩壊した後のアメリカでは、「新しいアメリカ建国の父たち（NFFA）」を名乗る集団が全体主義的な統治を行っていた。NFFAは1年に1回、殺人を含むすべての犯罪が合法化される夜（パージ）を設けた（夜7時から翌朝7時までの12時間）。この間、すべての警察、消防署、医療サービスが停止される。そしてパージ2ヶ月後に是非を問う大統領選が始まろうとしており、パージに異を唱える女性の上院議員ローンが台頭。そして、政府はその年のパージで国会議員を含む上流階級への標的免除条項を排除。パージが始まった夜、ローンは謎の武装組織の襲撃を受ける。ローンは彼女を護衛するレオ、彼女の支援者達と共に国策としてのパージの是非が問われる命運をかけた12時間を乗り越えようとする。

## キャスト
※括弧内は日本語吹替
- レオ・バーンズ - フランク・グリロ（咲野俊介）
- チャーリー・ローン上院議員 - エリザベス・ミッチェル（岡寛恵）
- ジョー・ディクソン - ミケルティ・ウィリアムソン（かぬか光明）
- マルコス・ダリ - ジョセフ・ジュリアン・ソリア（北田理道）
- レイニー・ラッカー - ベティ・ガブリエル（皆川純子）
- アール・ダンジンガー - テリー・セルピコ
- ケイレブ・ワレンズ（NFFAの指導者） - レイモンド・J・バリー
- ダンテ・ビショップ - エドウィン・ホッジ（杉村憲司）
- エドウィッジ・オーウェンズ牧師 - カイル・セコー

## 製作
2014年10月6日、ジェームズ・デモナコは第3作目の製作を発表し、プロデューサーのマイケル・ベイやジェイソン・ブラム、アンドリュー・フォーム、ブラッドリー・フラーも引き続き参加することになった。2015年8月3日にフランク・グリロが引き続き主演を務めることが発表され、9月10日にはエドウィン・ホッジ、カイル・セコー、ジョセフ・ジュリアン・ソリア、ミケルティ・ウィリアムソン、エリザベス・ミッチェルの出演が発表された。
2015年9月16日からロードアイランド州プロビデンスとウーンソケットで撮影が始まり、いくつかのシーンはワシントンD.C.で撮影された。ウィーンソケットの主要通りでは近未来のワシントンD.C.のシーンが撮影された。

## 興行収入
北米では『BFG: ビッグ・フレンドリー・ジャイアント』『ターザン:REBORN』と同日公開となり、公開週末の興行収入は2,500万ドルを記録すると予想された。プレミア上映では360万ドルの収益を挙げ、前2作品の記録（第1作：340万ドル、第2作：260万ドル）を上回った。公開週末の興行収入は3,140万ドルを記録し、4日間の合計で3,480万ドルの収益を挙げている。

## 評価
Rotten Tomatoesには141件のレビューが寄せられ、支持率55%、平均評価5.4/10となっており、「特に微妙ではないが、やはり強力なインパクトと時機を得たテーマの融合は、劇的な効果をもたらした」と批評されている。Metacriticでは31件の批評に基き55/100のスコアを与え、CinemaScoreでは「B+」評価となっている。

## 続編
2017年2月27日、ジェームズ・デモナコは第4作目の製作を開始すると発表した。また、デモナコはパージ制度がなぜ成立したかを描き出す前日譚を製作する計画があるとも述べている。